# Xyron
Xyron is een computerspel dat werd uitgegeven door Wicked Software voor de platforms Commodore 64 en Commodore 128. Het spel werd geprogrammeerd door Clifford Ramshaw & Mark Ramshaw en uitgebracht in 1987. Het spel is van het type Shoot 'em up.